# 1,2-Dodecandiol
1,2-Dodecandiol ist eine chemische Verbindung aus der Gruppe der Alkandiole, die in zwei isomeren Formen vorkommt.

## Gewinnung und Darstellung
1,2-Dodecandiol kann durch Oxidieren des entsprechenden Olefins mit einem Oxidationsmittel, wie beispielsweise Wasserstoffperoxid, zu einem Epoxid und Hydrolysieren der Epoxidverbindung gewonnen werden.

## Eigenschaften
1,2-Dodecandiol ist ein brennbarer, schwer entzündbarer weißer Feststoff, der praktisch unlöslich in Wasser ist.

## Verwendung
1,2-Dodecandiol kann zur Herstellung von lipophilen Diaminen und Aminoalkoholen sowie Fe(II), Co(II) und Ni(II)-Nanopartikeln im Bereich von 9 bis 25 nm verwendet werden.